# 244.ª Divisão de Infantaria (Alemanha)
A 244ª Divisão de Infantaria (em alemão:244. Infanterie-Division) foi uma unidade militar que serviu no Exército alemão durante a Segunda Guerra Mundial.

## Comandantes
| Comandante                     | Data                                        |
| ------------------------------ | ------------------------------------------- |
| Generalleutnant Martin Gilbert | 1 de setembro de 1943 - 14 de abril de 1944 |
| Generalleutnant Hans Schäfer   | 14 de abril de 1944 - 28 de agosto de 1944  |

## Oficiais de operações
| Oberstleutnant Johannes Bretschneider | agosto de 1943-janeiro de 1944        |
| Major Walter Merz                     | 1 de fevereiro de 1944-agosto de 1944 |

## Área de operações
| Bélgica & França | setembro de 1943 - agosto de 1944 |